# Torsten Reißmann
Torsten Reißmann nebo Torsten Reissmann, (* 23. února 1956 v Postupimi, Německá demokratická republika – 8. října 2009 v Braniboru, Německo) byl německý zápasník – judista.

## Sportovní kariéra
S judem začínal v rodné Postupimi pod vedením Erharda Buchholze. Vrcholově se připravoval ve Frankfurtu nad Odrou v armádním klubu pod vedením Dietmara Hötgera a Rudolfa Hendela. Svého času patřil k judistům s nejkrásnější uči-matou v Evropě. Olympijskou medaili mu však tato technika nepřinesla. V roce 1976 na olympijských hrách v Montrealu nestartoval (asi zranění). V roce 1980 patřil k favoritům na medaili na olympijských hrách v Moskvě. V semifinále v zápase proti svému rivalu Nikolaji Soloduchinovi ze Sovětského svazu se ujal vedení po uči-matě. Náskok však dlouho neudržel, Soloduchin vyrovnal technikou seoi-nage a ke všemu mu hnul s ramenem. Po ošetření podlehl Sovětu v boji na zemi. V boji o bronzovou medaili se utkal s Bulharem Ilijanem Nedkovem a limitován zraněním ramene svému soupeři podlehl. Obsadil 5. místo. V roce 1984 o možnost startu na olympijských hrách v Los Angeles přišel kvůli bojkotu a vzápětí ukončil vrcholovou kariéru. Věnoval se trenérské práci, byl například u začátku sportovní kariéry Yvonne Bönischové. V roce 2001 u něj byla diagnostikována borelióza. Zemřel v roce 2009.

## Výsledky
| Turnaj             | 1975           | 1976           | 1977           | 1978           | 1979           | 1980           | 1981           | 1982           | 1983           |
| Turnaj             | 19             | 20             | 21             | 22             | 23             | 24             | 25             | 26             | 27             |
| Turnaj             | pololehká váha | pololehká váha | pololehká váha | pololehká váha | pololehká váha | pololehká váha | pololehká váha | pololehká váha | pololehká váha |
| ------------------ | -------------- | -------------- | -------------- | -------------- | -------------- | -------------- | -------------- | -------------- | -------------- |
| Olympijské hry     |                | —              |                |                |                | 5.             |                |                |                |
| Mistrovství světa  | 3.             |                |                |                | úč.            |                | 7.             |                | —              |
| Mistrovství Evropy | 1.             | ?              | 3.             | 1.             | ?              | 1.             | ?              | 1.             | 7.             |